# Ordre de l'Étoile de la Grande Comore
 (mars 2022).
La mise en forme du texte ne suit pas les recommandations de Wikipédia : il faut le « wikifier ».
Les points d'amélioration suivants sont les cas les plus fréquents :
- Les titres sont pré-formatés par le logiciel. Ils ne sont ni en capitales, ni en gras.
- Le texte ne doit pas être écrit en capitales (les noms de famille non plus), ni en gras, ni en italique, ni en « petit »…
- Le gras n'est utilisé que pour surligner le titre de l'article dans l'introduction, une seule fois.
- L'italique est rarement utilisé : mots en langue étrangère, titres d'œuvres, noms de bateaux, etc.
- Les citations ne sont pas en italique mais en corps de texte normal. Elles sont entourées par des guillemets français : « et ».
- Les listes à puces sont à éviter, des paragraphes rédigés étant largement préférés. Les tableaux sont à réserver à la présentation de données structurées (résultats, etc.).
- Les appels de note de bas de page (petits chiffres en exposant, introduits par l'outil «  Source ») sont à placer entre la fin de phrase et le point final[comme ça].
- Les liens internes (vers d'autres articles de Wikipédia) sont à choisir avec parcimonie. Créez des liens vers des articles approfondissant le sujet. Les termes génériques sans rapport avec le sujet sont à éviter, ainsi que les répétitions de liens vers un même terme.
- Les liens externes sont à placer uniquement dans une section « Liens externes », à la fin de l'article. Ces liens sont à choisir avec parcimonie suivant les règles définies. Si un lien sert de source à l'article, son insertion dans le texte est à faire par les notes de bas de page.
- La présentation des références doit suivre les conventions bibliographiques. Il est recommandé d'utiliser les modèles {{Ouvrage}}, {{Chapitre}}, {{Article}}, {{Lien web}} et/ou {{Bibliographie}}. Le mode d'édition visuel peut mettre en forme automatiquement les références.
- Insérer une infobox (cadre d'informations à droite) n'est pas obligatoire pour parachever la mise en page.

Pour une aide détaillée, merci de consulter Aide:Wikification.
Si vous pensez que ces points ont été résolus, vous pouvez retirer ce bandeau et améliorer la mise en forme d'un autre article.
Pour les articles homonymes, voir Ordre de l'Étoile.
L'ordre de l'Étoile de la Grande Comore est une distinction honorifique décernée par le chef de la famille royale de l'île de la Grande Comore (Union des Comores). 

## Histoire

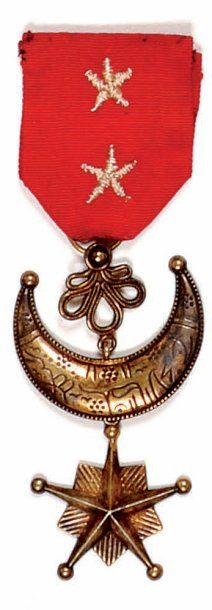
Décoration de chevalier de la double étoile

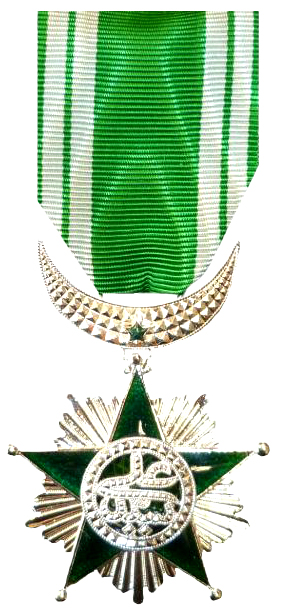
Médaille de chevalier de l'ordre de l'étoile de la Grande Comore

## Insignes
L'ordre comprend trois grades (chevalier, officier, commandeur) et deux dignités (grand officier, grand-croix). La médaille est une étoile rayonnante à cinq branches en argent émaillée de vert, avec au centre à l'avers en caractères arabes stylisés le nom de « Saïd Ali », et au revers le mot « Ngazidja » (Grande Comore). Le ruban qui était rouge à l'origine, a dû être modifié pour ne pas être confondu avec l'ordre français de la Légion d'Honneur. Il est désormais vert avec 2 bandes blanches à chaque extrémité.

## Organisation
Le grand maître de l'ordre est le Prince, chef de la famille royale de la Grande Comore.
En France, il existe une association des membres de l'ordre de l'Étoile de la Grande Comore.

## Port de la décoration en France
En France, l'Ordre de l'Étoile de la Grande Comore est reconnu par la grande chancellerie de la Légion d’honneur mais tout récipiendaire doit néanmoins solliciter une autorisation de port à titre individuel.

## Membres de l'ordre
- André Dollé (1931-2022), quartier-maître de la marine nationale française
- Georges-Auguste Florentin (1836-1922), général français, grand chancelier de l'ordre de la Légion d'honneur[2]
- Yacub Sannu (1839-1912), journaliste Égyptien[3]
- Louis Barthou (1862-1934), homme politique[4]
- Albert Sarraut (1872-1962), homme d'État français
- André Capagorry (1894-1981), compagnon de la Libération[5]
- Pierre Kœnig (1898-1970), maréchal de France, compagnon de la Libération[6]
- Raoul Salan (1899-1984), général français[7]
- Martial Bezanger (1900-1992), général français
- Marcel Campistron (1901-1945), diplomate français
- Jean-Marie Sourisseau (1906-1995), Contre-amiral[8]
- Fernand Sicard (1909-1989), avocat, membre de l'Académie des Sciences d'Outre-mer[9]
- Georges Riond (1909-1997), journaliste et homme politique français[10]
- Gaston Deferre (1910-1986), homme politique et résistant
- Renaud Paulian (1913-2003), naturaliste français

- Aimé Teisseire (1914-2008), compagnon de la Libération[11]
- Louis Saget (1915-2010), haut fonctionnaire français
- Mohamed Dahalani (1917-1981), homme politique français [12]
- Ahmed Mohamed (1917-1984), homme politique français et commorien
- Saïd Mohamed Jaffar (1918-1993), homme politique comorien[13]
- Ahmed Abdallah Abderemane (1919-1989), chef d'État comorien[14]
- Jean de Broglie (1921-1976), homme politique français[15]
- Michel Inchauspé (1925-2011), homme politique français[16]
- Mohamed Amiri Salimou, officier général des Comores
- Anh Dao Traxel